# 待ッテマシタ!
『待ッテマシタ!』（まッテマシタ）は、1965年3月1日から1972年3月30日までフジテレビ系列局で放送されていたフジテレビ製作のバラエティ番組である。その後も1972年4月1日から1973年9月29日まで『クレージーの待ッテマシタ!』と題して放送されていた。シチズン時計 →　ロッテの一社提供。1967年の産経新聞広告で判明したが、いつまで提供していたのかは不明。

## 概要
『おとなの漫画』の終了から2か月のブランクを経て再開された帯のミニ番組で、初めてプライムタイム内での放送となった。
出演者は、『待ッテマシタ!』時代においては特に決まっておらず、毎回さまざまな芸能人が社会風刺のコントを行っていた。また稀に、人形劇団プークによる人形劇でのコントもあった。『クレージーの待ッテマシタ!』への改題後には、かつて『おとなの漫画』に出演していたハナ肇とクレージーキャッツが毎回出演するようになった。
放送期間は合わせて8年7か月間と、『おとなの漫画』を上回る期間を記録した。

## 放送時間
原則として月曜 - 土曜 20:56 - 21:00 （日本標準時）。
- 20時台に『テレビグランドスペシャル』や『火曜ワイドスペシャル』などの90分単発特別番組枠が編成されている時期には、火曜・木曜・金曜放送分は21:26 - 21:30での放送になった。
- また、20時台の番組が1時間番組の時にも、プロ野球ナイター中継（当時は20:00 - 21:26枠）放送の時には、21:26に繰り下げて放送された。
- さらに月曜20時台が『万国びっくりショー』と『世界の秘密』の2体制だった1971年4月5日から同年9月28日までは、21:56に繰り下げて放送された。朝日新聞縮刷版で判明[どれ?]。
- 放送開始から1か月後に当たる1965年4月4日から同年8月29日までは、日曜にも放送があった。

## ネット局
特筆の無い限り全て同時ネット。
- フジテレビ（制作局）
- 札幌テレビ（1972年3月まで、火曜・木曜放送分のみをネット[注 1]）→北海道文化放送（1972年4月開局から、連日放送）
- 富山テレビ[1]
- 石川テレビ[1]
- 長野放送[2]